# Hildebrandtia austinii

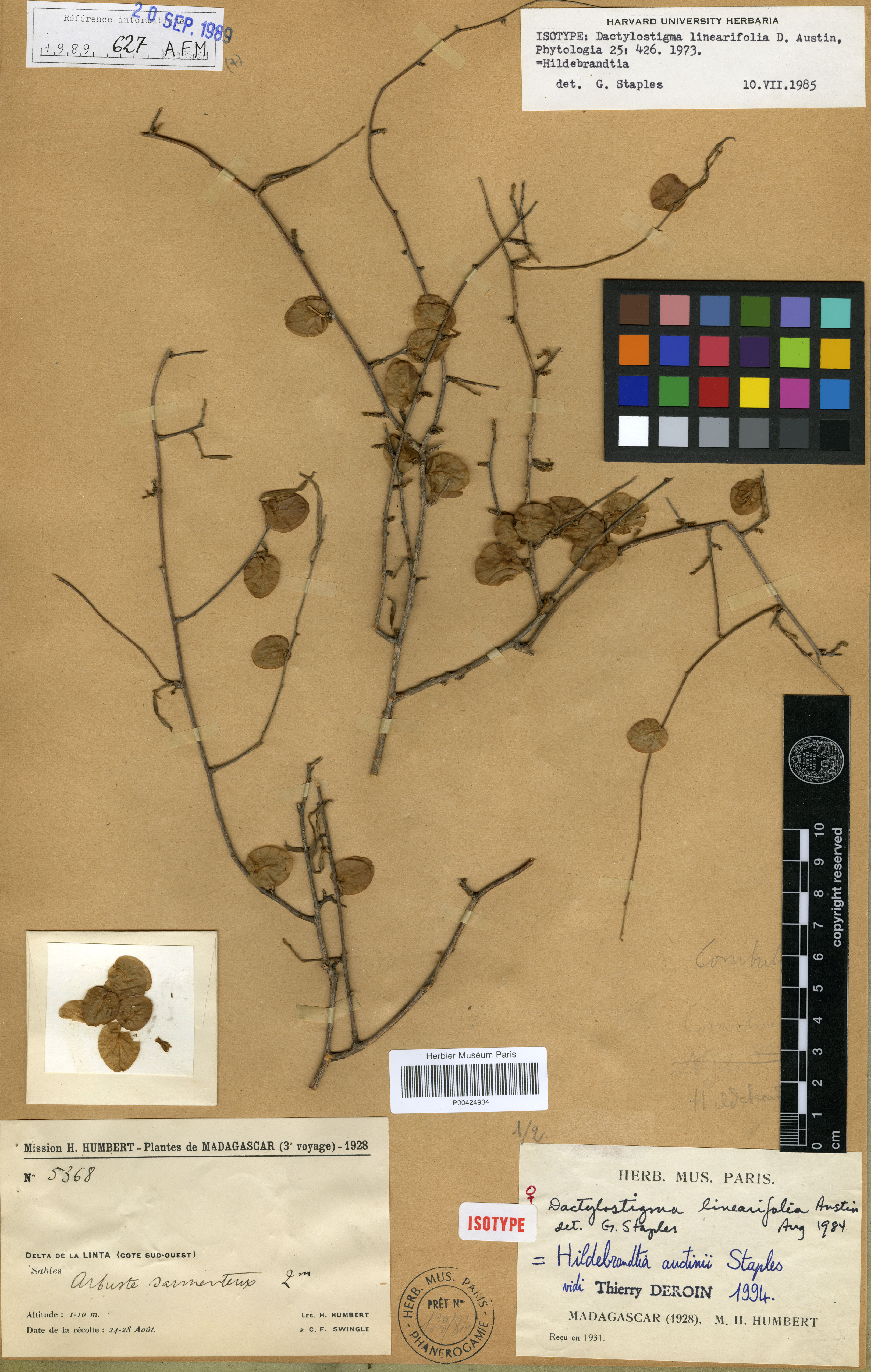

Hildebrandtia austinii là một loài thực vật có hoa trong họ Bìm bìm. Loài này được Staples mô tả khoa học đầu tiên năm 1990.